# 튀르크 문화 국제 기구

튀르크 문화 국제 기구 회원국 및 지역을 나타낸 지도. 녹색은 정회원국을, 청록색은 준회원 지역을 뜻한다.

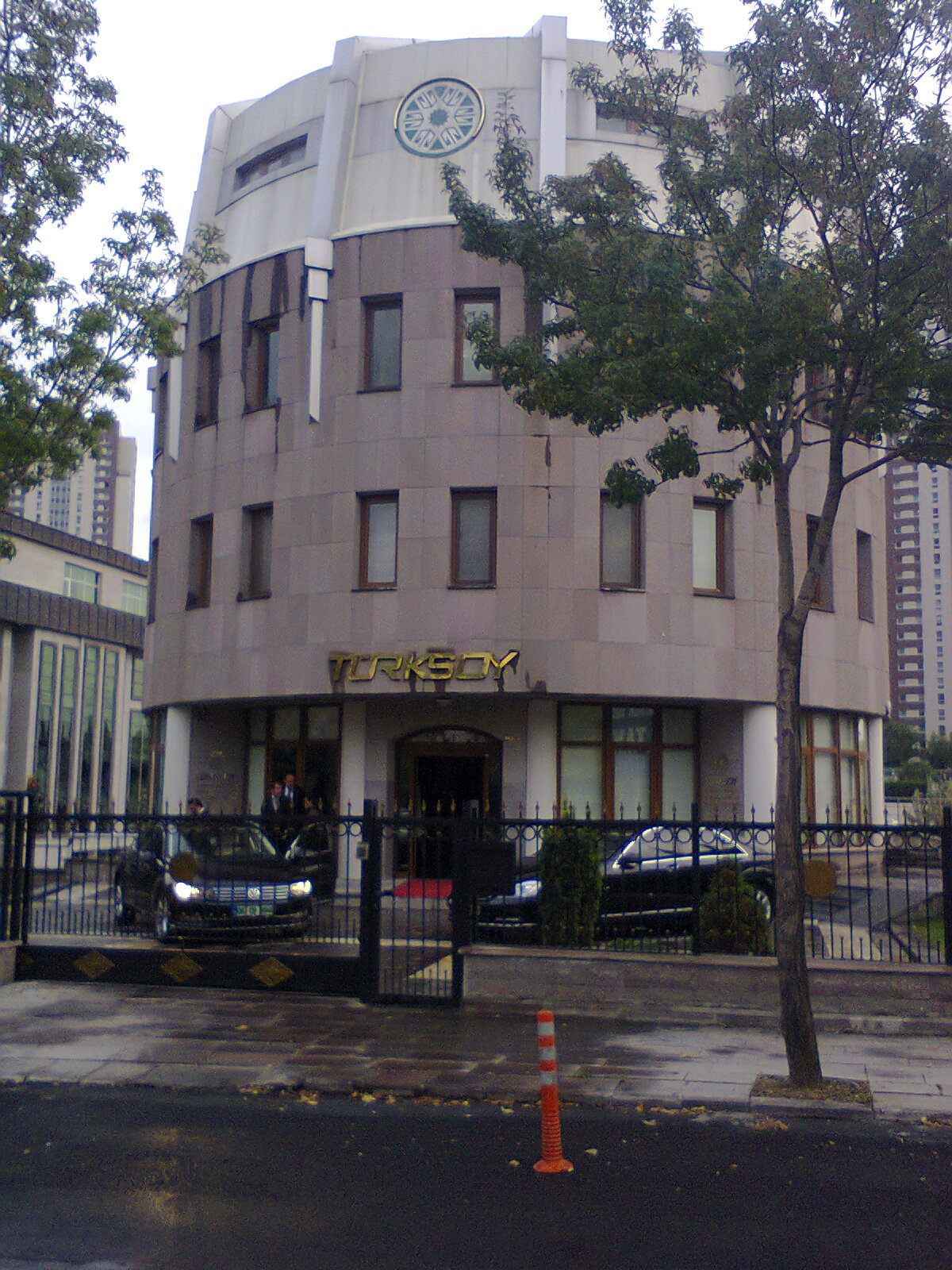
튀르크 문화 국제 기구 본부

튀르크 문화 국제 기구(튀르키예어: Uluslararası Türk Kültürü Teşkilatı, 약칭 튀르크소이(TÜRKSOY))는 튀르크족 국가의 국제 문화 기구이다. 튀르크소이는 튀르키예어 단어인 '튀르크'(Türk, 튀르크족)와 '소이'(soy, 조상)의 합성어이다. 1993년에 설립되었으며 본부는 터키 앙카라에 있다. 튀르키예어를 공용어로 사용한다.

## 회원국
| 회원국         | 언어           | 설명                                             |
| -------------- | -------------- | ------------------------------------------------ |
| 아제르바이잔   | 아제르바이잔어 |                                                  |
| 카자흐스탄     | 카자흐어       |                                                  |
| 키르기스스탄   | 키르기스어     |                                                  |
| 튀르키예       | 튀르키예어     |                                                  |
| 투르크메니스탄 | 투르크멘어     |                                                  |
| 우즈베키스탄   | 우즈베크어     |                                                  |
| 준회원 지역    | 언어           | 설명                                             |
| 바시코르토스탄 | 바시키르어     | 러시아의 연방주체                                |
| 가가우지아     | 가가우스어     | 몰도바의 자치구                                  |
| 북키프로스     | 튀르키예어     | 터키만 독립 국가로 인정하는 사실상 독립한 공화국 |
| 타타르스탄     | 타타르어       | 러시아의 연방주체                                |

### 이전 회원 지역
2015년 러시아 수호이 Su-24 격추 사건으로 인해 준회원 지역으로 가입한 러시아의 5개 연방주체가 튀르크 문화 국제 기구를 탈퇴했다.
| 준회원 지역   | 언어              | 설명              |
| ------------- | ----------------- | ----------------- |
| 알타이 공화국 | 알타이어          | 러시아의 연방주체 |
| 하카시야      | 하카스            | 러시아의 연방주체 |
| 사하 공화국   | 야쿠트어 (사하어) | 러시아의 연방주체 |
| 투바 공화국   | 투바어            | 러시아의 연방주체 |

## 같이 보기
- 튀르크 평의회